# (47466) Mayatoyoshima
(47466) Mayatoyoshima est un astéroïde de la ceinture principale.

## Description
(47466) Mayatoyoshima est un astéroïde de la ceinture principale. Il fut découvert le 31 décembre 1999 à l'observatoire Goodricke-Pigott par Roy A. Tucker. Il présente une orbite caractérisée par un demi-grand axe de 2,31 UA, une excentricité de 0,27 et une inclinaison de 23,2° par rapport à l'écliptique.